# Music from "The Body"
Music from "The Body" è un album discografico di Roger Waters e Ron Geesin, pubblicato dalla Harvest nel 1970.
È la colonna sonora del film The Body (1970), documentario scientifico-filosofico sul corpo umano, diretto da Roy Battersby.

## Descrizione
Gran parte del disco consiste in brani strumentali scritti da Ron Geesin, i cui esecutori non sono accreditati; alcune tracce vedono il ricorso a tecniche come la variazione di velocità del nastro o ad effetti audio come echi e riverberi artificiali. Subito prima di lavorare alle musiche del film, Geesin aveva contribuito alla scrittura del brano Atom Heart Mother per l'omonimo album dei Pink Floyd il cui bassista e cantante Roger Waters firma i rimanenti pezzi di quest'album.
Dei titoli firmati da Waters, quattro sono di fatto lo stesso tema musicale che ricorre con un testo sempre diverso cantato dallo stesso Waters oppure in forma strumentale come in Sea Shell and Soft Stone, arrangiato per archi da Geesin. Tutti i brani cantati figurano sul disco in versioni differenti da quelle presenti nel film.
Le due tracce Our Song e Body Transport che aprono rispettivamente i lati A e B del disco non compaiono nel film ma furono registrate dai due autori esclusivamente per l'album e, a detta di Geesin, per puro divertimento. La prima consiste in un rapido montaggio ritmico di suoni prodotti dal corpo umano – tra cui respiri ansimanti, mani che percuotono ritmicamente il corpo stesso e rumori fisiologici come eruttazioni o peti – sui quali fu poi sovrainciso un tema per pianoforte ispirato al ragtime, tipico del commento musicale agli slapstick del cinema muto. In Body Transport invece Waters e Geesin, fra risate incontrollate, bisbigliano frasi incomprensibili e improvvisano altri suoni di origine corporea, con un forte riverbero applicato al missaggio.
Alla traccia di chiusura Give Birth to a Smile, contribuirono anche gli altri membri dei Pink Floyd: David Gilmour, Nick Mason e Richard Wright, anch'essi non accreditati né in copertina né sui titoli di coda del film; anche di questo brano esistono due versioni – una destinata al film, l'altra all'album – entrambe registrate dalla band al completo.
Il brano Breathe presente su questo disco non ha nulla in comune con l'omonima canzone incisa quasi due anni dopo dagli stessi Pink Floyd per l'album The Dark Side of the Moon, a parte ovviamente il titolo e il verso breathe in the air («inspira l'aria») comune a entrambi i testi.

## Tracce
Testi di Roger Waters; musiche di Ron Geesin, eccetto dove indicato.
Lato A
1. Our Song (strumentale) – 1:24 (Ron Geesin, Roger Waters)
2. Sea Shell and Stone – 2:17 (Waters)
3. Red Stuff Writhe (strumentale) – 1:11
4. A Gentle Breeze Blew through Life (strumentale) – 1:19
5. Lick Your Partners (strumentale) – 0:35
6. Bridge Passage for Three Plastic Teeth (strumentale) – 0:35
7. Chain of Life – 3:59 (Waters)
8. The Womb Bit (strumentale) – 2:06 (Waters, Geesin)
9. Embryo Thought (strumentale) – 0:39
10. March Past of the Embryos (strumentale) – 1:08
11. More than Seven Dwarfs in Penis-Land (strumentale) – 2:03
12. Dance of the Red Corpuscles (strumentale) – 2:04

Durata totale: 19:20
Lato B
1. Body Transport – 3:16 (Geesin, Waters)
2. Hand Dance – Full Evening Dress (strumentale) – 1:01
3. Breathe – 2:53 (Waters)
4. Old Folks Ascension (strumentale) – 3:47
5. Bed-Time-Dream-Clime (strumentale) – 2:02
6. Piddle in Perspex (strumentale) – 0:57
7. Embryonic Womb-Walk (strumentale) – 1:14
8. Mrs. Throat Goes Walking (strumentale) – 2:05
9. Sea Shell and Soft Stone (strumentale) – 2:05 (Geesin, Waters)
10. Give Birth to a Smile – 2:49 (Waters)

Durata totale: 22:09